# IC 1474
IC 1474 је спирална галаксија у сазвјежђу Рибе која се налази на листи објеката дубоког неба у Индекс каталогу.
Деклинација објекта је + 5° 48' 21" а ректасцензија 23h 12m 51,3s. Привидна величина (магнитуда) објекта IC 1474 износи 14,1 а фотографска магнитуда 14,8. Налази се на удаљености од 56,187 милиона парсека од Сунца. IC 1474 је још познат и под ознакама UGC 12417, MCG 1-59-11, CGCG 406-18, KUG 2310+055, IRAS 23103+0532, PGC 70702.